# Subaru Leone
Subaru Leone — компактний автомобіль виробництва японського виробника автомобілів Fuji Heavy Industries, що виготовлявся з 1971 по 1994 рік. Слово Leone в перекладі з італійської означає лев.
Він був випущений як заміна на Subaru 1000 і був попередником Subaru Impreza. Всі Leone були оснащені опозитним двигуном Subaru EA. Більшість автомобілів були оснащені приводом на чотири колеса.
В Японії і деяких експортних ринках автомобіль називався Leone, протягом багатьох років це був єдиний автомобіль Subaru, що продавався на міжнародному ринку. На деяких ринках, таких як Австралія, Європа і Північна Америка, він називався за рівнем оснащення, а саме: DL, GL, GLF, GLF5, GL-10 і RX. Тому автомобіль часто називають просто як Subaru GL або Subaru L-серії.